# 神明造

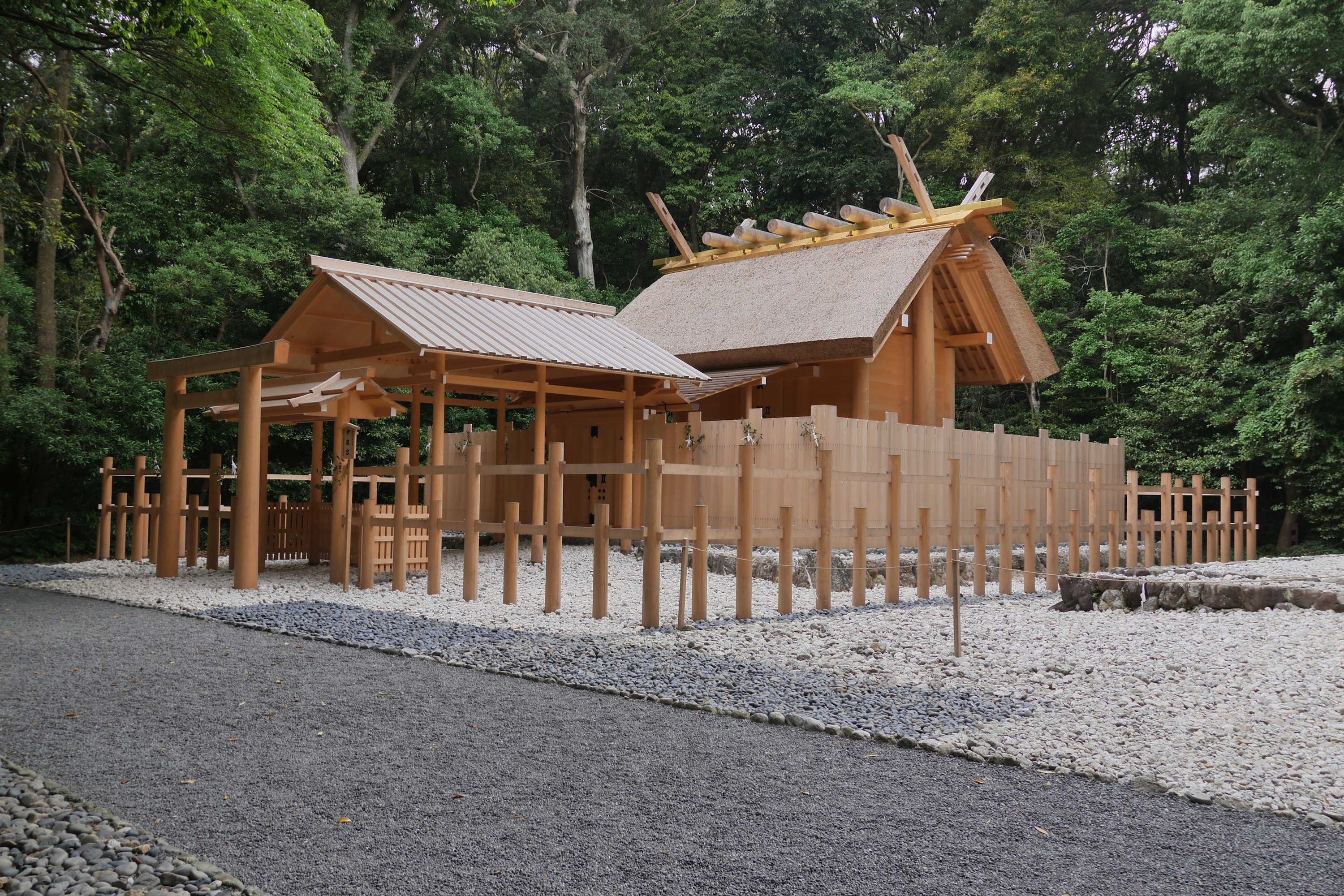
伊勢神宮の別宮・伊雑宮

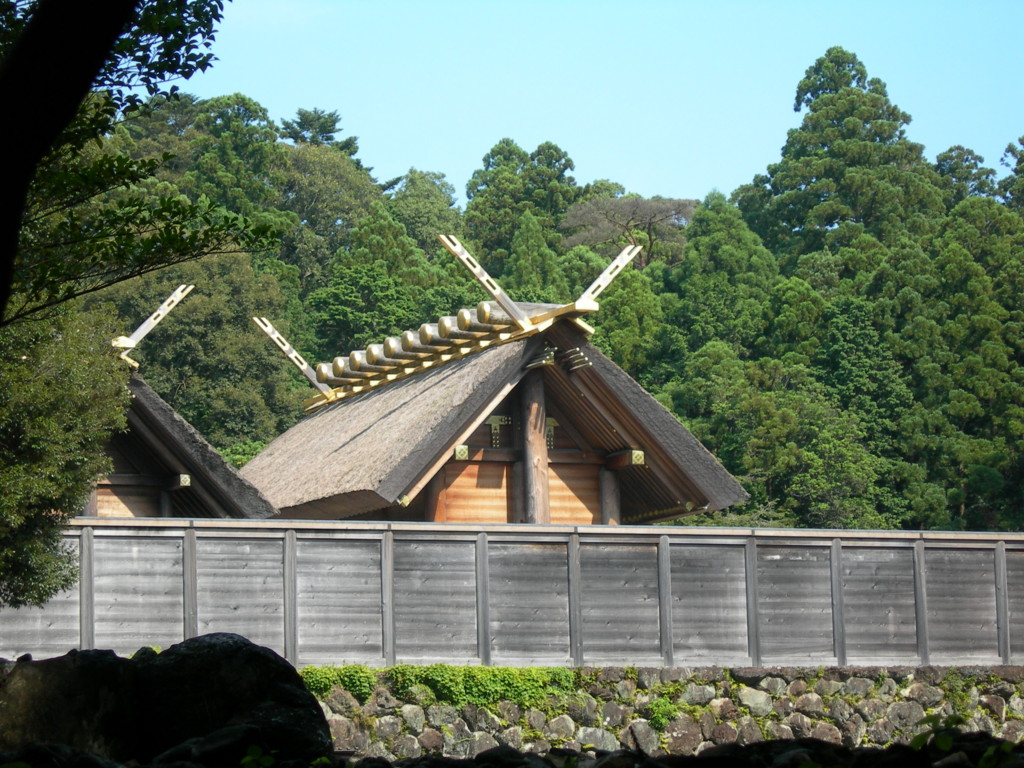
神明造を代表する皇大神宮

神明造（しんめいづくり）は、日本の神社建築様式の1つである。

## 概要

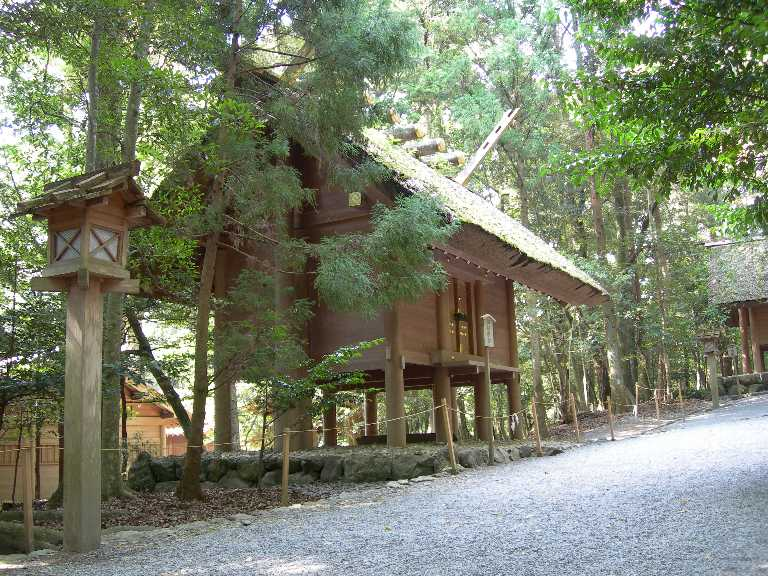
神明造の例
（皇大神宮所管社 御稲御倉）

伊勢神宮に代表される神明造は、出雲大社に代表される大社造や住吉大社に代表される住吉造と共に、もっとも古い神社建築様式とされる。大社造が正方形に近い宮殿を模したものと考えられ、住吉造が大嘗祭の建物に近似しているが、神明造は奥行きより幅が大きく、高床倉庫から発展し穀物の代わりに神宝を納めるように変化したと考えられている。
なお、伊勢の神宮の皇大神宮（内宮）・豊受大神宮（外宮）両宮の正殿（本殿）の様式は、他社においてこれと完全に同じ社殿を建てるのを明治新政府によって禁止され、伊勢神宮にしか存在しないため、特別に唯一神明造（ゆいいつしんめいづくり）と呼ぶ。

## 構造

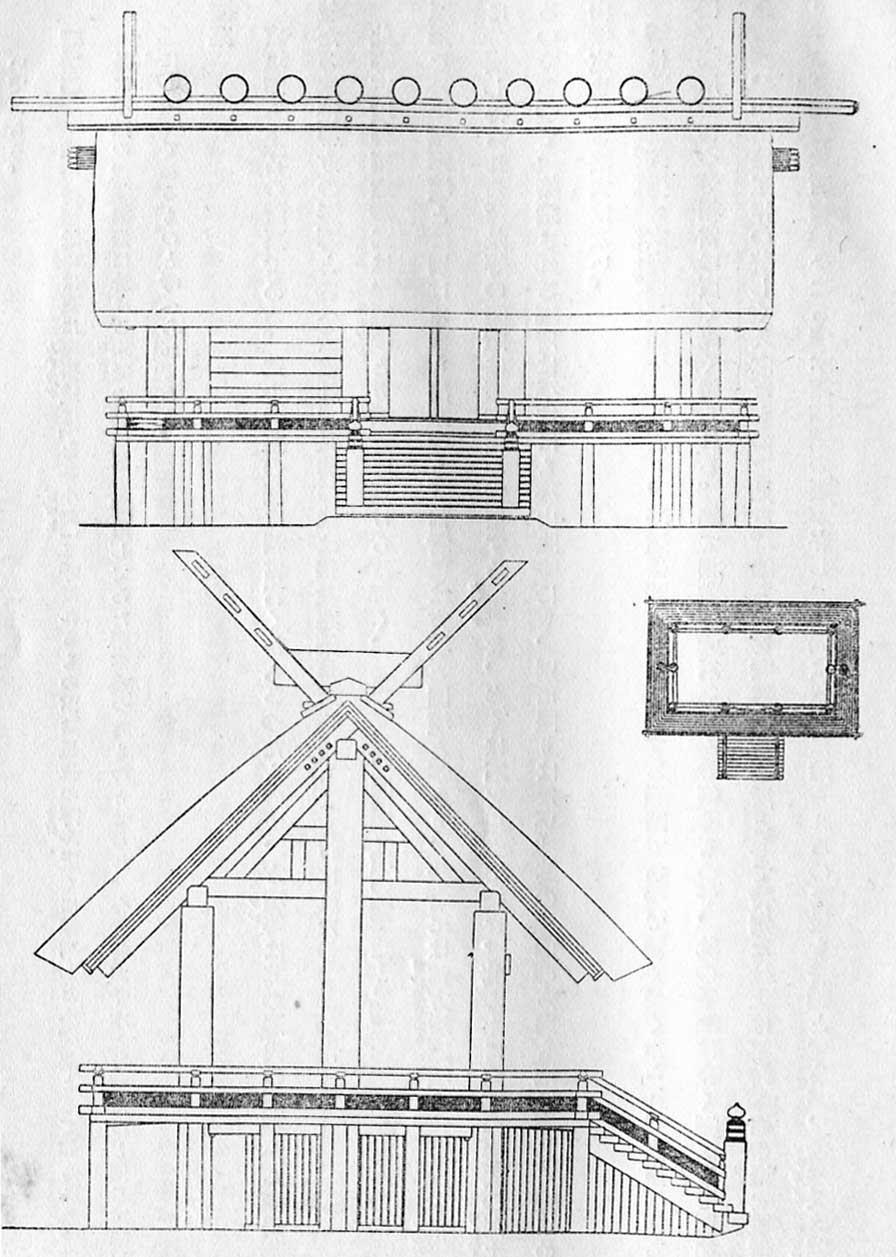
唯一神明造立面図

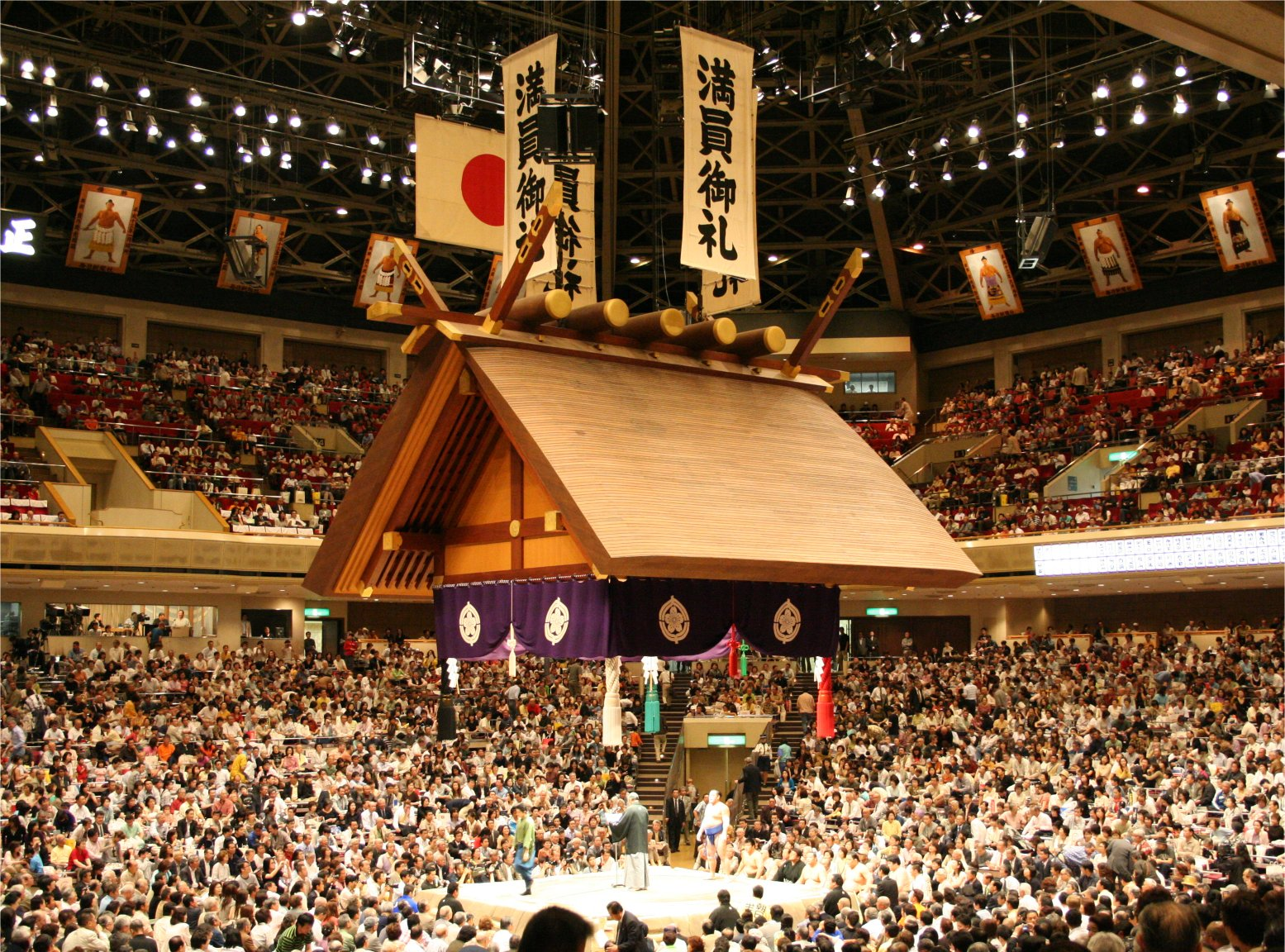
両国国技館の神明造の吊り屋根と土俵

神明造の構造は、掘立柱・切妻造・平入である。円柱の柱や鰹木を除き、ほぼ平面的に加工され直線的な外観となる。この点で、優美な曲線が与えられる大社造と大きく異なる。

### 屋根
狭義では萱葺（かやぶき）に限るが、一般には板葺や銅葺を含める。伊勢神宮の摂社・末社・所管社のほぼすべては板葺であり、熱田神宮は銅葺である。日本に仏教が伝来し、普及したころ神道では寺院建築を瓦屋根と呼んだことから、神社建築においては瓦屋根は異例である。
屋根に耐久性の低い萱や板を使うため、屋根の勾配をきつくし、雨や雪が流れ落ちやすくし、切妻であるため軒出も大きく作る必要がある。屋根の頂上部は板で覆い、鰹木（かつおぎ）で補強される。
屋根を支える側面の破風（はふ）は継手でとどまらず、先端が飛び出し千木（ちぎ）となる。
千木と鰹木には、金銅製などの装飾金具が取り付けられ、耐候性を高められることがある。

### 柱
神明造は基本的に左右対称で、左右方向には偶数本の柱が配される。柱と地面の間には礎石も土台も与えられず、掘立柱となる。
側面中央の、壁面より外側に飛び出し棟へ達する柱を棟持柱（むなもちばしら）と呼ぶ。棟持柱は通常太く、強度のある用材が用いられるが、構造上では強度にはあまり寄与しない。
社殿の中央には心御柱（しんのみはしら）が配されるが、これも強度には寄与しない。

### 壁
神明造の壁は、十分な強度を持つ板材が用いられる。正面中央の1か所のみに観音開きの御扉（おとびら）による開口部が設けられる。御扉は通常1枚板が用いられるため、大規模な社殿では相当の古木が必要とされる。皇大神宮正殿の場合は樹齢400年以上のヒノキが必要になるという。

### 床
神明造では通風性を重視した床が高い構造で、高床倉庫の名残であると考えられている。このため相当長い階段が必要になる。

## 神明造の歴史
歴史は古く、記録に残っていないため定かでない。弥生時代の遺跡の柱の遺構が神明造の柱の配置に似ているため、弥生時代の高床倉庫が発展したものと考えられている。
神明造の社殿を持つ神社は、江戸時代以前は伊勢神宮の他は伊勢神宮の神領地などに限られていた。例えば信濃国（現在の長野県）の神宮の所領とされた仁科神明宮、丹後国（現在の京都府）の籠神社などである。しかし明治時代以降に日本を統治した明治新政府の復古主義によって、「掘っ立て柱を礎石立てに改める」など伊勢神宮の形式と一部変えた形式の神明造の社殿が奨励されたため、合祀などによる遷宮において神明造を採用することが流行し、神明造の社殿が増加した。熱田神宮が神明造になったのも明治の遷宮からで、もともと熱田神宮は尾張造と言う尾張地方独特の形式で、しかも神宝の草薙剣を納める土用殿が本殿と並び立つという特殊な形式だったが、1893年の遷宮において本殿の敷地内から土用殿が撤去され、神明造の1社のみとする壮大な社殿が作られた。
台湾の神社のほとんどは神明造である。

## ギャラリー
- 仁科神明宮本殿（国宝、2008年5月撮影）
- 船橋大神宮本殿（2021年5月撮影）
- 阿佐ヶ谷神明宮本殿（2021年9月撮影）
- 小石川大神宮本殿（2021年11月撮影）
- 駒込天祖神社本殿（2021年11月撮影）
- 深川神明宮本殿・背面（2021年11月撮影）
- 所沢神明社本殿（2021年12月撮影）
- 高砂天祖神社本殿（2022年1月撮影）
- 奥戸天祖神社本殿（2022年1月撮影）